# Gerard Piqué
Gerard Piqué Bernabeu, född 2 februari 1987 i Barcelona, är en spansk före detta fotbollsspelare som sist spelade för Barcelona som mittback.

## Klubbkarriär

### Manchester United
Piqué började sin karriär i Barcelonas ungdomslag, men flyttade år 2004 till England för att spela i Manchester United. Under säsongen 2006/2007 återvände han dock till Spanien eftersom han lånats ut till Real Zaragoza. 
Säsongen 2007/2008 kom Piqué tillbaka till Manchester United. Han gjorde sitt första mål för klubben i november 2007 i en Champions League-match mot Dynamo Kiev.  
Piqué gjorde även sitt andra och sista mål för Manchester United i en Champions League-match, den här gången i december mot AS Roma. 

### Barcelona
Den 27 maj 2008 skrev Gerard Piqué på för Barcelona. Kontraktet sträckte sig över fyra år och hade en utköpskostnad på 50 miljoner euro. 
Piqué gjorde sitt första mål för Barcelona i en 6–2-seger mot Real Madrid den 2 maj 2009. Som ordinarie spelare i startelvan spelar Pique oftast som mittback. Han är lång och stark i luften samt duktig i passningsspelet.
Den 3 november 2022 meddelade Piqué att han planerar att avsluta sin spelarkarriär. Två dagar senare spelade han sin sista match på Camp Nou i en ligamatch mot Almeria. Barcelona vann matchen med 2-0 och Piqué byttes ut i den 84:e minuten till stående ovationer från hemmapubliken. Efter slutsignalen höll han ett tal där han lovade att återvända till klubben i framtiden.

## Landslagskarriär
Piqué ingick i Spaniens lag under VM i Sydafrika 2010, där Spanien vann sitt första VM-guld. 
Piqué spelade samtliga matcher för Spaniens landslag som vann EM 2012 efter att ha besegrat Italien med 4-0 i finalen. Piqué bildade tillsammans med Sergio Ramos ett framgångsrikt mittbackspar som dominerade Spaniens försvarsspel. Man släppte endast in ett mål under hela turneringen.
Spanien åkte ut redan i gruppspelet i VM 2014 och Pique spelade endast första matchen då man förlorade med 1-5 mot Nederländerna. 
I EM 2016 spelade Pique samtliga matcher och gjorde även 1-0-målet mot Tjeckien i gruppspelet; dock åkte man ut mot Italien i åttondelsfinalen.
Piqué har sedan 2004 deltagit i ett antal matcher för Katalonien. Landslaget, som inte är organiserat genom Fifa eller Uefa, spelar främst vänskapsmatcher eller i diverse inbjudningsturneringar.
Gerard Piqué, som genom sitt öppna stöd till Kataloniens självständighetsprocess vållat flera kontroverser, drog sig tillbaka från Spaniens landslag 2018. Han förklarar dock själv att det inte beror på politiska ställningstaganden.

## Meriter

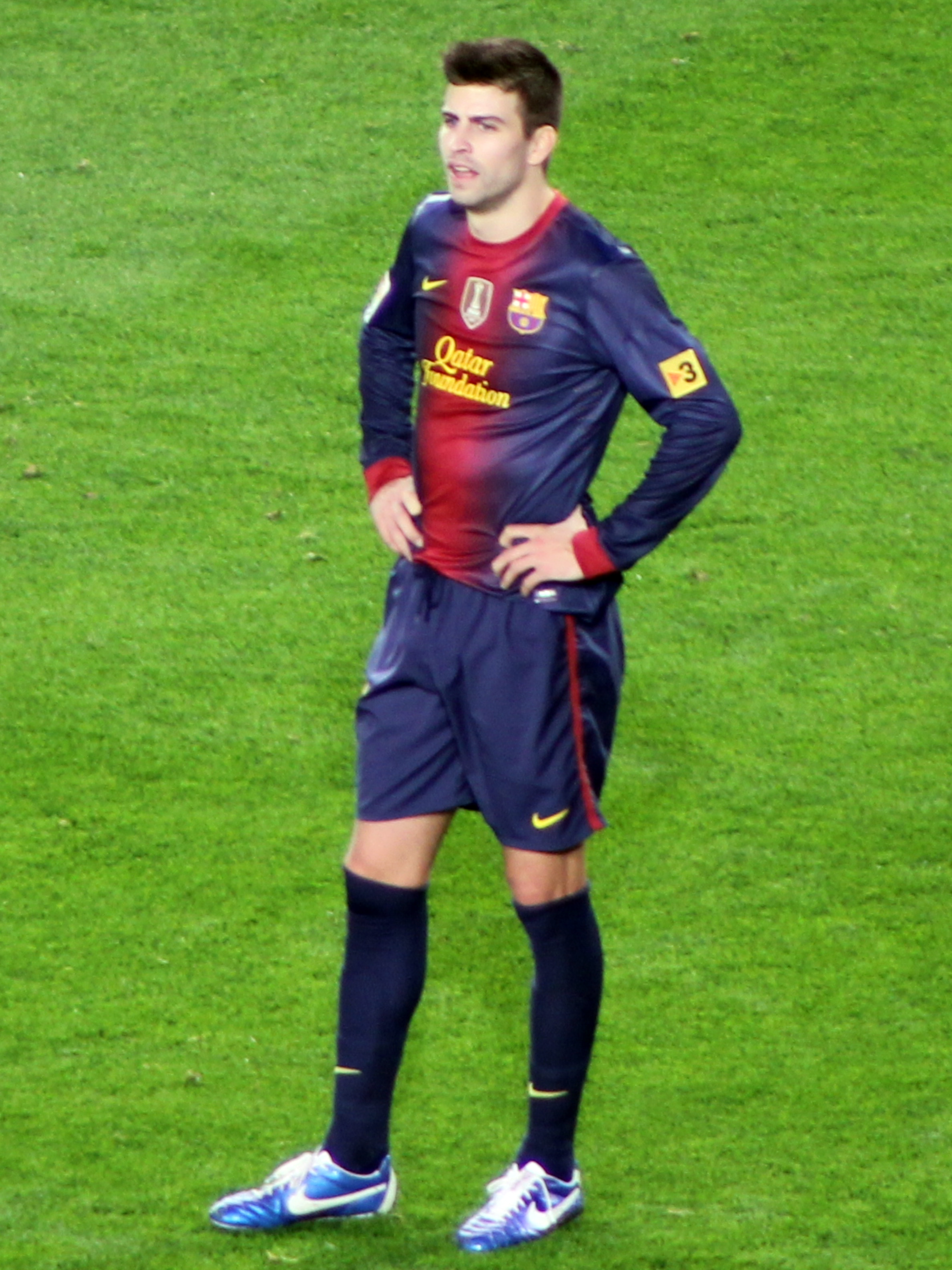
Gerard Piqué i Barcelona 2012

### Manchester United
- Premier League: 2007/2008
- Uefa Champions League: 2007/2008

### FC Barcelona
- La Liga: 2008/2009, 2009/2010, 2010/2011, 2012/2013, 2014/2015, 2015/2016, 2017/2018, 2018/2019, 2022/2023
- Uefa Champions League: 2008/2009, 2010/2011, 2014/2015
- Copa del Rey: 2008/2009, 2011/2012, 2014/2015, 2015/2016, 2016/2017, 2017/2018, 2020/2021
- Supercopa de España: 2009, 2010, 2011, 2013, 2016, 2018
- Uefa Super Cup: 2009, 2011, 2015
- Världsmästerskapet i fotboll för klubblag: 2009, 2011, 2015

### Spanien
- VM-guld 2010
- EM-guld 2012

### Individuella meriter
- UEFA:s "årets lag": 2010, 2011, 2012
- FIFA World XI Team 2010, 2011, 2012, 2016 (FIFA:s Världslag)

## Familjeliv
Gerard Piqué är son till Joan Piqué Rovira och Montserrat Bernabeu. 
I mars 2011 bekräftade artisten Shakira att Piqué och hon hade ett förhållande.  Paret träffades på inspelningen till musikvideon för VM-låten 2010 (Waka Waka (This Time for Africa)).  Parets första barn föddes 22 januari 2013. . Den 29 januari 2015 föddes parets andra son.. I september 2022 bekräftade paret att de skulle separera efter elva år tillsammans.  I januari 2023 visade Piqué upp sin nya flickvän Clara Chia Matri på Instagram.